# Woyzeck (film)
Woyzeck is een West-Duitse dramafilm uit 1979 onder regie van Werner Herzog. De film is gebaseerd op het gelijknamige toneelstuk uit 1837 van de Duitse auteur Georg Büchner.

## Verhaal
De goedige Franz Woyzeck wordt door iedereen gebruikt. De legerkapitein geeft hem lukraak commando's, de arts voert medische proeven op hem uit en zijn vrouw heeft een oogje op de tamboer-majoor. Dan slaan echter de stoppen door bij Woyzeck.

## Rolverdeling
| Acteur             | Personage      |
| ------------------ | -------------- |
| Klaus Kinski       | Franz Woyzeck  |
| Eva Mattes         | Marie          |
| Wolfgang Reichmann | Legerkapitein  |
| Willy Semmelrogge  | Arts           |
| Josef Bierbichler  | Tamboer-majoor |
| Paul Burian        | Andres         |
| Irm Hermann        | Margret        |